# Riu Ebola
L'Ebola - eβóla - és un riu del nord a la República Democràtica del Congo que és aiguaneix del riu Mongala, un afluent del riu Congo. És conegut per denominar el virus d'Ebola (EBOV) i els rangs taxonòmics associats i els seus familiars (gènere Ebolavirus, i espècies Bundibugyo ebolavirus, Reston ebolavirus, Sudan ebolavirus, Taï Forest ebolavirus i Zaire ebolavirus).